# Wagon Wheel, Arizona
Wagon Wheel je naseljeno područje za statističke svrhe u američkoj saveznoj državi Arizona. Prema popisu stanovništva iz 2010. u njemu je živjelo 1,652 stanovnika.